# St. Joseph-Stift (Bremen)

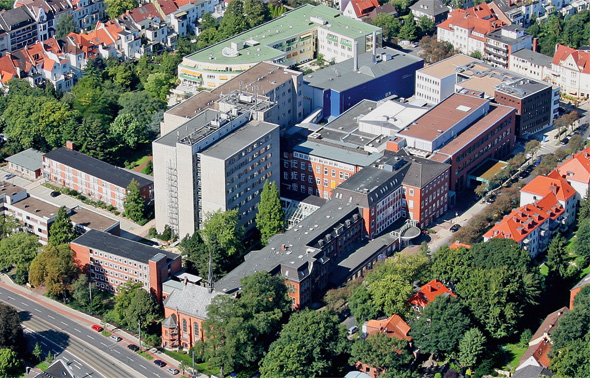
Krankenhaus St. Joseph-Stift Bremen (vor 2011)

Das Krankenhaus St. Joseph-Stift, auch Krankenhaus St. Joseph-Stift Bremen, oft kurz St. Joseph-Stift, ist ein Akutkrankenhaus im Bremer Stadtteil Schwachhausen. Es gliedert sich in neun Fachgebiete. Das 1869 gegründete katholische Krankenhaus arbeitet von jeher nach christlichen Leitlinien in Medizin und Pflege.

## Organisation
Das Krankenhaus ist eine Einrichtung der St. Franziskus-Stiftung Münster mit Sitz in Münster und des Vereins für das St. Joseph-Stift mit Sitz in Bremen. Als eines von vier freigemeinnützigen Krankenhäusern ist das Krankenhaus St. Joseph-Stift Teil des Verbunds der Freien Kliniken Bremen. Die Leitung des Krankenhauses obliegt dem Direktorium aus der Geschäftsführung durch Manfred Volmer, dem Ärztlichen Direktor Felix Diekmann und der  Pflegedirektorin Antje Eekhoff (Stand 1. September 2024).
Als akademisches Lehrkrankenhaus der Universität Göttingen beteiligt sich das St. Joseph-Stift an der Ausbildung junger Ärzte. In Zusammenarbeit mit dem Bremer Zentrum für Pflegebildung e. V. bildet die Klinik junge Menschen zu Gesundheits- und Krankenpflegern aus. Die etwa 1.200 Mitarbeiter betreuen jedes Jahr etwa 60.000 Patienten.

## Medizinische Schwerpunkte
Die medizinischen Schwerpunkte des St. Joseph-Stifts gliedern sich per Stand 2019 in folgende Fachabteilungen und Zentren:
- Anästhesiologie und Intensivmedizin
- Augenheilkunde
- Chirurgie: Allgemein- und Viszeralchirurgie
- Darmkrebszentrum
- Frauenklinik mit Beckenbodenzentrum, Brustzentrum, Geburtshilfe, Gynäkologie und Zentrum für Mikroinvasive Chirurgie
- Geriatrie und Frührehabilitation
- HNO-Klinik: Hals-Nasen-Ohren-Heilkunde, Kopf-, Hals- und plastische Gesichtschirurgie, Schlaflabor
- Innere Medizin: Medizinische Klinik
- Laboratoriumsmedizin: Institut für Laboratoriums-  und Transfusionsmedizin
- Naturheilkunde: Klinik für Naturheilverfahren
- Klinik für Plastische, Rekonstruktive und Ästhetische Chirurgie
- Palliative Care-Dienst
- Proktologie
- Radiologie: Institut für Radiologische Diagnostik
- Therapiezentrum
- Zentrale Notaufnahme
- AltersTraumatologisches Zentrum (ATZ)

## Geschichte
1869 wurde das Krankenhaus von Bremer Katholiken gegründet. Nach einer Typhusepidemie kamen vier Schwestern aus dem Krankenpflegeorden der Franziskanerinnen zu St. Mauritz bei Münster – nach Verhandlungen und Vertragsabschluss am 11. Mai 1869 – nach Bremen. Schon damals galt der Grundsatz, dass eine Krankenpflege erfolgen sollte, ohne einen Unterschied hinsichtlich der „Konfession und des Standes“ zu machen.

Schwestern im Garten des St. Joseph-Stifts (um 1900)

Die Schwestern waren in der Hansestadt angesehen und schon bald reichten die bescheidenen zugewiesenen Räumlichkeiten nicht mehr aus, sodass sie ein größeres Haus erwarben. Der Kaufvertrag wurde allerdings abgelehnt, so dass sich 1870 der Verein für das Joseph-Stift gründete, der sich den Bau eines Spitals zum Ziel gesetzt hatte. Nachdem der Verein über mehrere Jahre die Kranken in verschiedenen Häusern betreut hatte (1870: Mittelstraße 8; 1873: Neustadtsdeich 42), begann man 1878 in den noch unbebauten Wiesen mit dem Bau des Krankenhauses an der damaligen Schwachhauser Chaussee (heute Schwachhauser Heerstraße Nr. 54). Es wurde zum großen Teil aus Spenden finanziert und entstand nach Plänen des Architekten Heinrich Flügel (1849–1930).
Der Backsteinbau wurde 1881 fertiggestellt; das Krankenhaus besaß 60 Betten und verfügte mit einer Klinik für Augenkrankheiten bereits über eine Spezialabteilung. Dieser folgte 1893 eine Klinik für Hals-Nasen-Ohren-Krankheiten und fünf Jahre darauf errichtete der Arzt Georg Brautlecht (1869–1945) das sogenannte Strahlenkabinett im Krankenhaus, was bedeutete, dass Bremen, nur drei Jahre nach Röntgens Entdeckung, die erste deutsche Stadt war, die über ein Röntgeninstitut in einem klinischen Betrieb verfügte.

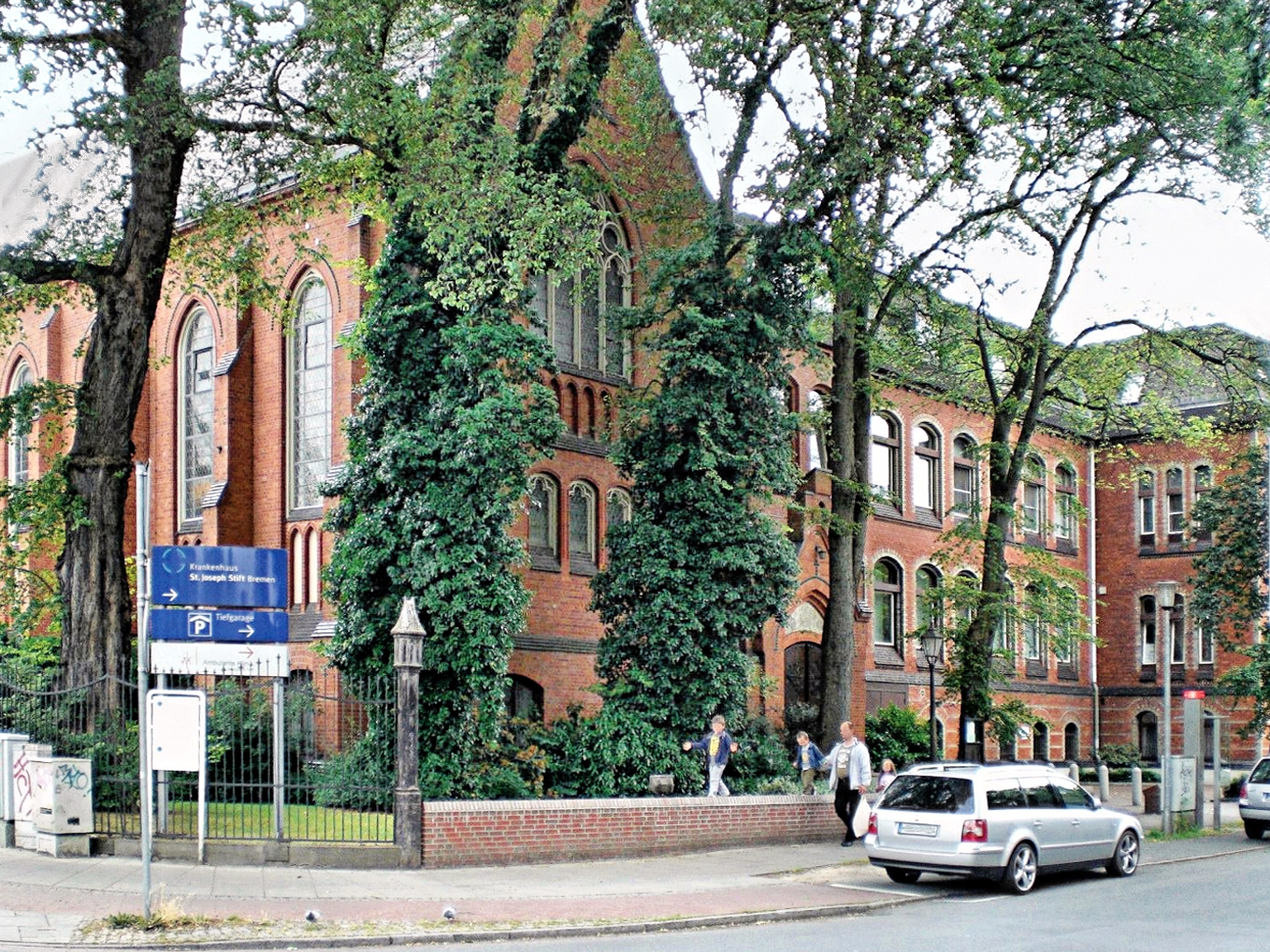
Teilansicht des Altbaubereichs an der Ecke Schubertstr./Schwachhauser Heerstr., links die Kapelle (2008)

Reste des neogotischen Altbaus von Architekt Flügel bilden heute noch einen Teil des Krankenhauses. Die zugehörige Kapelle an der Ecke Schubertstraße/Schwachhauser Heerstraße wurde von 1901 bis 1902 durch die Bremer Architekten Friedrich Wellermann und Paul Frölich grundlegend umgestaltet und prägt die Ecksituation des Gebäudekomplexes an der Straßenecke zur Schwachhauser Heerstraße. Beide Gebäude wurden 2021 unter Denkmalschutz gestellt.
Das Krankenhaus wurde in den folgenden Jahren immer wieder umgebaut und vergrößert, beispielsweise 1908 um ein Isolierhaus mit 80 Betten. 1910 verfügte es über 140 Betten und 1931 konnte es bereits über 485 Patienten stationär aufnehmen, die von 80 Schwestern betreut wurden.
Von 1905 bis 1937 wirkte hier Heinrich Gross (1869–1954) als leitender Arzt der Chirurgie. Er führte eine moderne, aseptische Chirurgie in Bremen ein. Die Heinrich-Gross-Straße in Bremen-Obervieland wurde nach ihm benannt.
Im Ersten Weltkrieg diente das Haus als Lazarett wie auch im Zweiten Weltkrieg, in dem es durch Luftangriffe beschädigt wurde. Danach begann der Wiederaufbau, wobei zudem mehrere Nebengebäude neu errichtet wurden.
Seit 1986 ist das St. Joseph-Stift akademisches Lehrkrankenhaus der Georg-August-Universität Göttingen. Der heutige Haupteingang befindet sich in der Schubertstraße.

## Joseph-Quartier
Auf dem Gelände des Krankenhauses befinden sich die Ambulante Klinik am St. Joseph-Stift, das medicum bremen, das ärztehaus 52, das ärztehaus sankt marien sowie das Caritas-Zentrum Bremen. Die niedergelassenen Fachärzte und medizinischen Dienstleister arbeiten in Kooperation mit dem Krankenhaus und verbreitern so das medizinische Leistungsspektrum in Vorsorge und Therapie.